# Acanthermia concatenalis
Acanthermia concatenalis là một loài bướm đêm trong họ Noctuidae.